# Biskupi Rottenburga-Stuttgartu
Biskupi rzymskokatolickiej diecezji rottenbursko-stuttgarckiej
| Johann Baptist Keller    | 28 stycznia 1828 – 17 października 1845 |
| Josef Lipp               | 14 czerwca 1847 – 3 maja 1869           |
| Karl Josef von Hefele    | 17 czerwca 1869 – 5 czerwca 1893        |
| Wilhelm Reiser           | 5 czerwca 1893 – 11 maja 1898           |
| Franz Xaver Linsenmann   | 20 czerwca 1898 – 21 września 1898      |
| Paul Wilhelm Keppler     | 11 października 1898 – 16 lipca 1926    |
| Johannes Baptista Sproll | 29 marca 1927 – 4 marca 1949            |
| Carl Joseph Leiprecht    | 4 lipca 1949 – 4 czerwca 1974           |
| Georg Moser              | 12 marca 1975 – 9 maja 1988             |
| Walter Kasper            | 17 kwietnia 1989 – 31 maja 1999         |
| Gebhard Fürst            | 7 lipca 2000 – 4 grudnia 2023           |
| Klaus Krämer             | 2 października 2024 – nadal             |

## Biskupi pomocniczy
- Johannes Kreidler
- Thomas Maria Renz
- Matthäus Karrer
- Gerhard Schneider